# Té
Pour les articles homonymes, voir Té (homonymie).
Un té désigne différents outils qui ont en commun leur forme, semblable à celle de la lettre « T ».

## Dessin

Usage d'un tire-ligne et d'un té sur une planche à dessin

En dessin, un té est une règle composée de deux planchettes (généralement en bois, puis en matière plastique) fixées à angle droit, et permettant de tracer des lignes parallèles horizontales sur une planche à dessin. La planchette la plus courte, en sur-épaisseur, peut en effet coulisser contre le bord de la planche à dessin.  
Dans une version plus robuste (par exemple en acier), il peut également être utilisé en construction afin de contrôler des angles droits.

## Plomberie

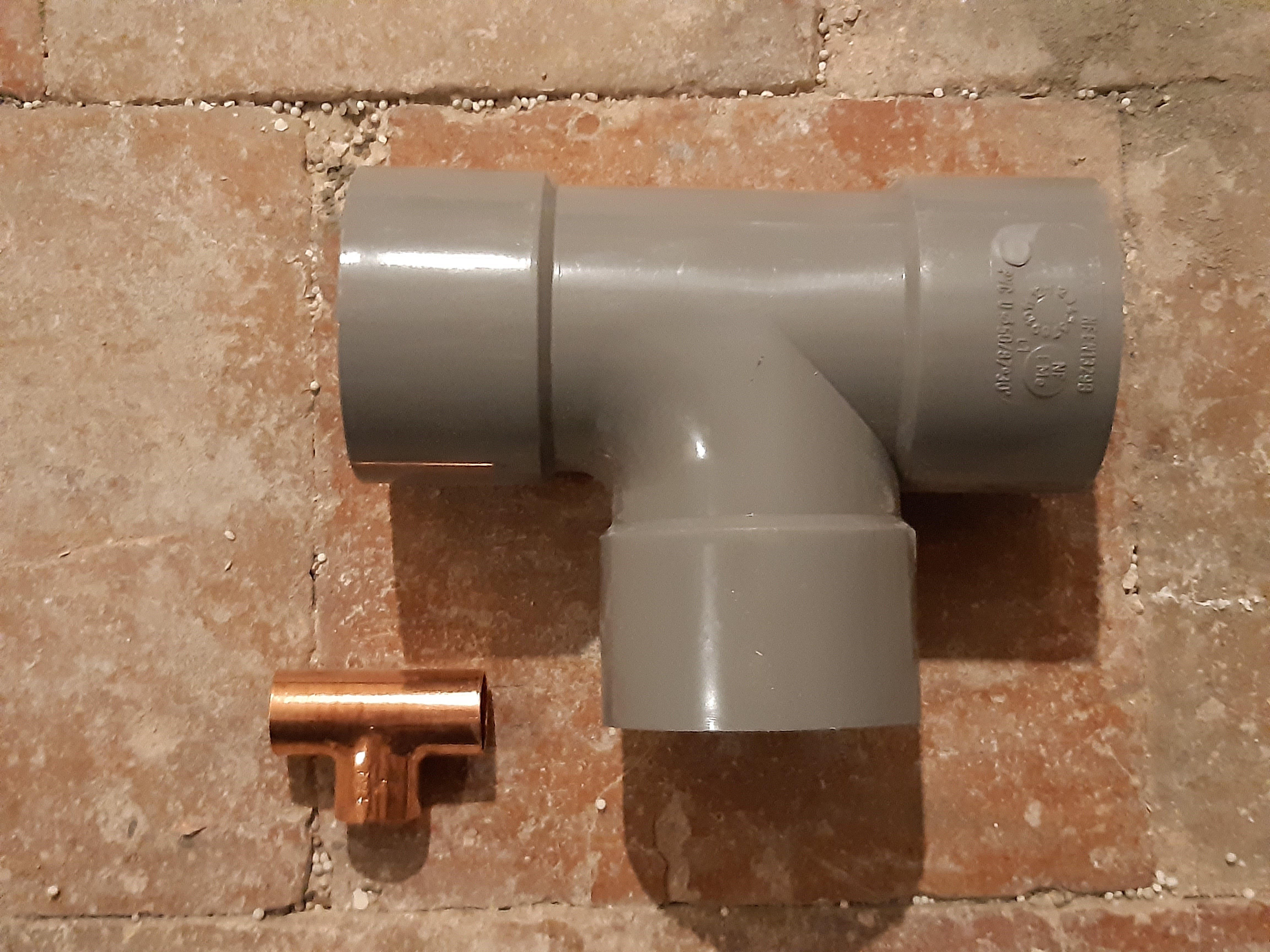
Tés de plomberie.

En plomberie, un té est un raccord, soit en alimentation, soit en évacuation, disposant de trois entrées, permettant de faire un piquage en charge.

## Électricité

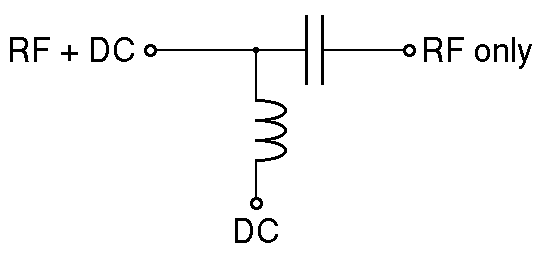
Té de polarisation.